# Hans-Diether Imhoff
Hans-Diether Imhoff (* 19. Februar 1933 in Duisburg; † 6. Juli 2000 in Berlin) war ein deutscher Jurist und Kommunalbeamter. Von 1967 bis 1982 war er Oberstadtdirektor der Stadt Dortmund. Er war zudem Vorstand der Vereinigte Elektrizitätswerke Westfalen AG (VEW).

## Leben
Der Sohn des Bankdirektors Hans Imhoff und der Emilie Imhoff, geborene Barbion, besuchte das Helmholtz-Gymnasium Essen, an dem er das Abitur ablegte. Im Anschluss studierte er Rechtswissenschaft an den Universitäten in Bonn und Freiburg im Breisgau. Nach dem juristischen Vorbereitungsdienst legte er 1961 in Düsseldorf das Zweite Staatsexamen, die Große juristische Staatsprüfung, ab.
Imhoff trat 1961 als Rechtsrat in den Dienst der Dortmunder Stadtverwaltung. Er wurde 1964 Beigeordneter und bekleidete von 1967 bis 1982 das Amt des Oberstadtdirektors. Als solcher war er von 1972 bis 1982 Aufsichtsratsvorsitzender der Vereinigten Elektrizitätswerke Westfalen (VEW). Nach seinem Ausscheiden aus dem Oberstadtdirektorenamt wechselte er 1982 in den Vorstand der VEW. Seit 1957 war er Vorstands-Mitglied der SPD.
Hans-Diether Imhoff war seit 1957 mit Maria Imhoff, geborene Brunner, verheiratet, wohnte in Dortmund-Lücklemberg, war Mitglied im Lions-Club und hatte einen Sohn namens Michael.